# Quand j'aurai du vent dans mon crane
Quand j'aurai du vent dans mon crane je píseň nahraná roku 1967 italsko-francouzským šansoniérem Sergem Reggianim.
Píseň byla nahrána na jeho třetím albu s názvem N°2 Bobino ve vydavatelství Disques Jacques Canetti. Autorem hudby byl Serge Gainsbourg a textařem Boris Vian.
Coververze
- Sarah Boréo a Jean Bourbon - 1981 - album Boris Vian - La Fête à Boris
- Magali Noël - 1989 - album Regard sur Vian
- Carmen Maria Vega - 2013 - album Fais-moi mal, Boris!
- Emmanuel Urbanet - 2014 - album Grand rouquin blanc
  - Claude Vence

Roku 2010 nazpívala tuto píseň s názvem Lebka na svém albu Mlýnské kolo v srdci mém s českým textem Pavla Vrby šansoniérka Hana Hegerová.